# Angel (London Underground)

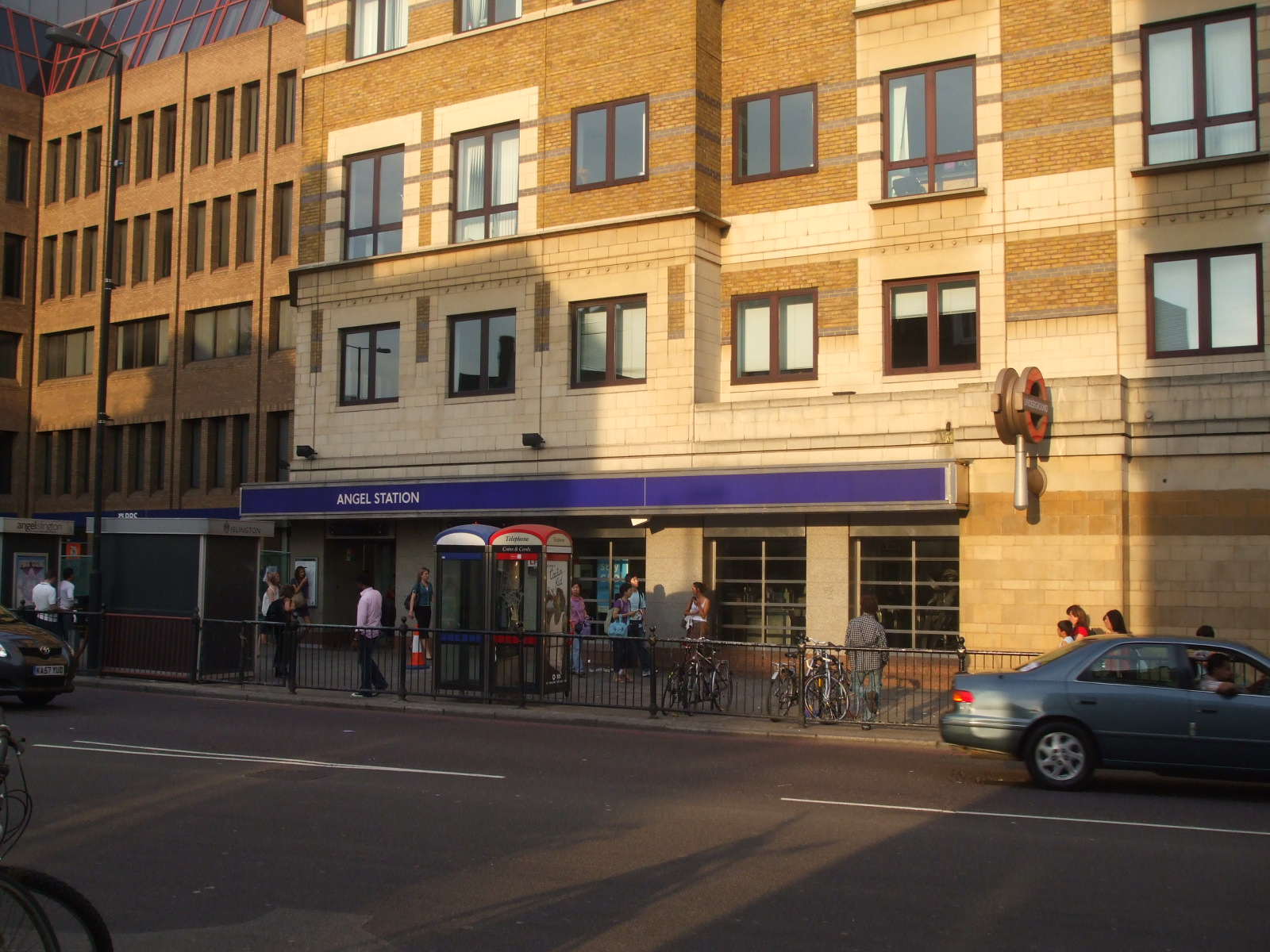
Eingang zur Station Angel

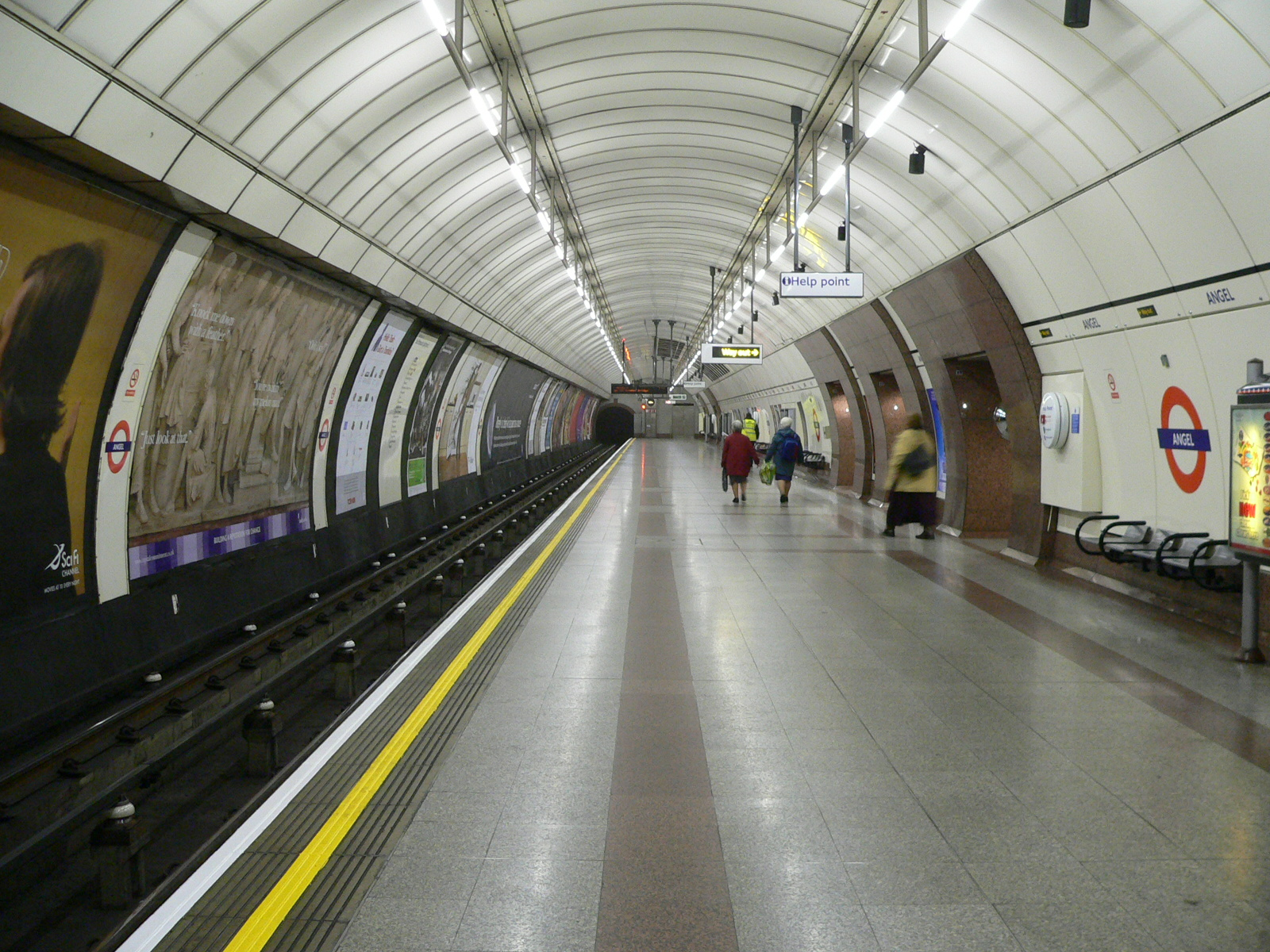
Der ungewöhnlich breite Bahnsteig in Richtung Süden, entlang der rechten Wand lag früher ein zweites Gleis

Angel ist eine unterirdische Station der London Underground im Stadtbezirk London Borough of Islington. Sie liegt in der Travelcard-Tarifzone 1, unterhalb der gleichnamigen Kreuzung am östlichen Ende der Pentonville Road. Hier halten Züge der Northern Line. Im Jahr 2011 nutzten 17,78 Millionen Fahrgäste die Station.

## Geschichte
Die Eröffnung der Station erfolgte am 17. November 1901 durch die City and South London Railway (heute der City-Ast der Northern Line). Bis zum 12. Mai 1907 befand sich hier die nördliche Endstation, als die Linie zu den Hauptbahnhöfen King’s Cross und Euston verlängert wurde.
Wie die meisten anderen Stationen an dieser Strecke war Angel mit einem Mittelbahnsteig errichtet worden; eine Bauform, die heute nur noch bei den Stationen Clapham North und Clapham Common existiert. Der Zugang erfolgte durch Aufzüge. Zwecks Erhöhung der Kapazität musste das Tunnelprofil erweitert werden. Aus diesem Grund war die Station vom 8. August 1922 bis zum 20. April 1924 geschlossen.
Als der Mittelbahnsteig mit der Zeit nicht mehr den Anforderungen genügte und ein Sicherheitsrisiko darstellte, wurde die Station zu Beginn der 1990er-Jahre fast komplett neu gebaut. Es entstand je ein neuer Bahnsteig für die nordwärts und südwärts fahrenden Züge. Die Aufzüge und das Stationsgebäude an der Ecke Torrens Street/City Road wurden geschlossen, stattdessen entstand ein neues Gebäude in der Upper Street. Weil dieses in einiger Entfernung zu den Bahnsteigen liegt, war der Bau von zwei Rolltreppen notwendig, die in einem rechten Winkel angeordnet sind. Eine dieser Rolltreppen ist die längste in Westeuropa; sie ist 60 Meter lang und überwindet eine Höhendifferenz von 27,4 Metern.